# (4867) Politès
(4867) Politès, désignation internationale (4867) Polites, est un astéroïde troyen jovien.

## Description
(4867) Politès est un astéroïde troyen jovien, camp troyen, c'est-à-dire situé au point de Lagrange L5 du système Soleil-Jupiter. Il présente une orbite caractérisée par un demi-grand axe de 5,160 UA, une excentricité de 0,017 et une inclinaison de 27,2° par rapport à l'écliptique.
Il est nommé en référence au personnage de la mythologie grecque Politès, acteur du conflit légendaire de la guerre de Troie.

## Compléments